# Asako Ideueová
Asako Ideueová (japonsky 井手上 麻子, * 5. května 1987 Kagošima) je bývalá japonská fotbalistka.

## Reprezentační kariéra
Za japonskou reprezentaci v roce 2010 odehrála 1 reprezentační utkání.

## Statistiky
| Japonsko | Japonsko | Japonsko |
| Roky     | Záp.     | Góly     |
| -------- | -------- | -------- |
| 2010     | 1        | 0        |
| Celkem   | 1        | 0        |